# Michael Helmberger

Michael Helmberger

Michael Helmberger (* 13. November 1820 in Regenstauf; † 5. November 1900 in Regensburg) war ein bayerischer katholischer Geistlicher.
Von 1867 bis 1898 war er in Amberg Stadtdekan an der Stadtpfarrkirche St. Martin. Auf seinen Vorschlag hin wurde der Katholikentag des Jahres 1884 in Amberg durchgeführt. Auch die Gründung der Amberger Volkszeitung und verschiedener Wohltätigkeitsanstalten, wie des Mädchenwaisenhauses, gehen auf ihn zurück.
Für seine Verdienste um die Stadt wurde er am 19. April 1892 zum Ehrenbürger von Amberg ernannt.
Er kam dann nach Regensburg und war dort Kanonikus am Kollegiatstift St. Johann und Chorregent an der Stadtpfarrkirche St. Emmeram.